# Дробинський Борис Костянтинович
Дробинський Борис Костянтинович (серпень 1904, Бориспіль — 2 вересня 1938, Київ) — український актор, режисер. Чоловік Ольги Даценко.

## З життєпису
Навчався у драматичній студії при театрі «Березіль» (Київ, 1922–23), в якому й працював. Грав у ТРОМі (1934–35), Польському театрі (від 1935; обидва — Київ). Одночасно навчався у режисерській лабораторії Олександра Довженка на Київській кінофабриці.
Зіграв ролі: Польща («Гайдамаки» за Т. Шевченком), Дядько Тарас («Мина Мазайло» М. Куліша), Гуров («Заповіт пана Ралка» В. Цимбала). Поставив вистави «Смерть леді Грей» С. Голованівського, «Мазепа» за Ю. Словацьким, «Дами і гусари» А. Фредро.
Репресований 1938 року за звинуваченням в українському буржуазному націоналізмі.

## Пам'ять
У 2021 його доля представлена на фотодокументальній виставці про репресованих театральних діячів «Імена, викреслені з афіш», що експонується при вході на територію Національного історико-меморіального заповідника «Биківнянські могили».